# ديفيد أليوت كوهن
ديفيد أليوت كوهن (بالإنجليزية: David Elliot Cohen)‏ هو كاتب أمريكي، ولد في 1955.